# Phare de Strumble Head
Le phare de Strumble Head se dresse sur l'île d'Ynys Meicel (du gallois voulant dire St Michael's Island), une île rocheuse au nord-ouest de la région de Pencaer, dans le nord du Pembrokeshire, en bout de la péninsule de Strumble Head à l'ouest de la ville de Fishguard, au Pays de Galles.
Ce phare est géré par le Trinity House Lighthouse Service à Londres, l'organisation de l'aide maritime des côtes du Pays de Galles.

## Histoire

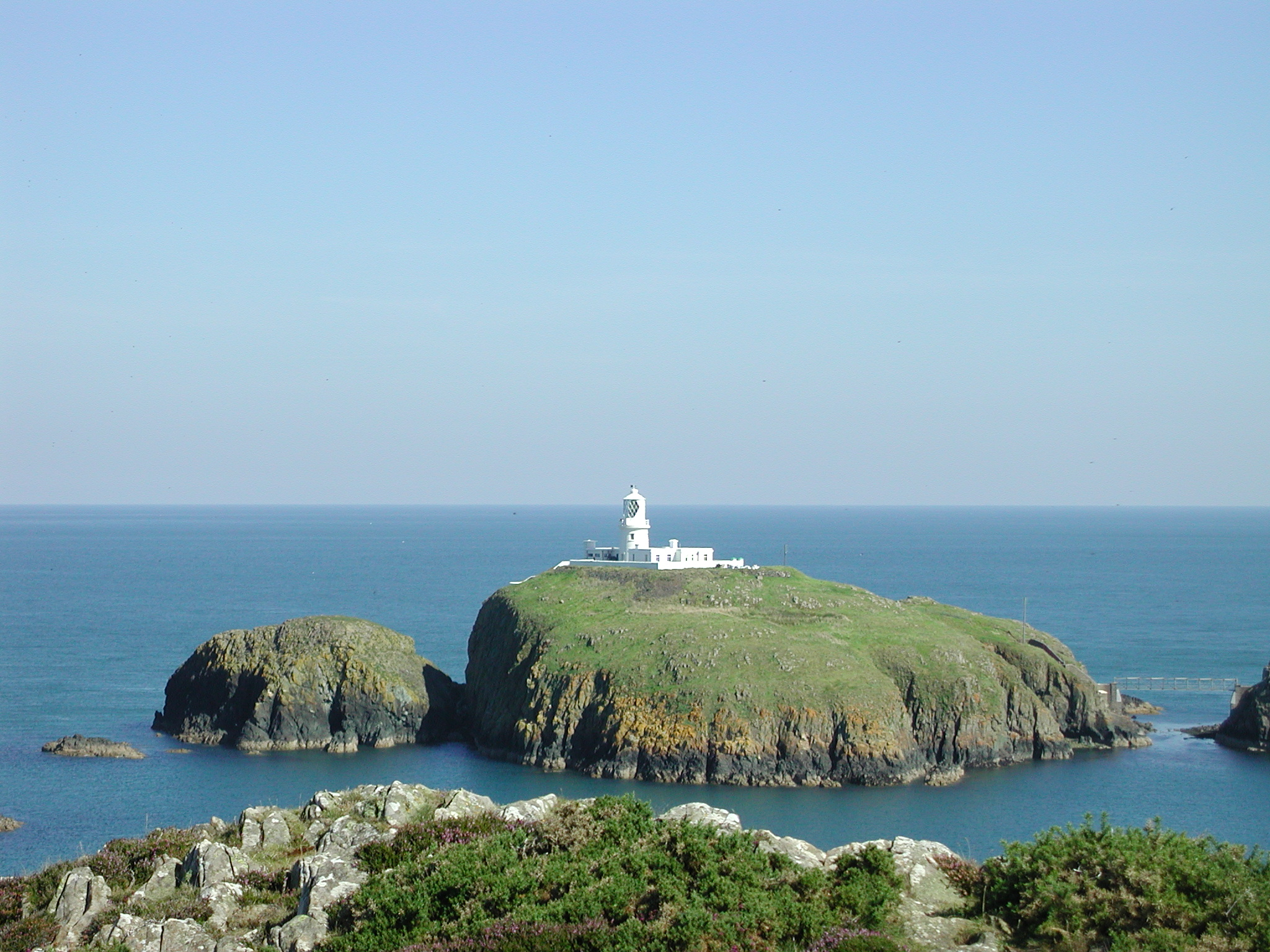
Le phare sur Ynys Meicel

Le phare actuel a été érigé en 1908, mais la première station d'aide à la navigation maritime a été construite en 1825 par Trinity House. Le phare remplace un bateau-phare amarré au sud de la baie de Cardigan. Le phare est semblable dans aa construction au phare de Skokholm et fait partie des derniers phares à être construit en Grande-Bretagne.
La tour de pierre circulaire est de 18 m de haut contient toujours la lanterne d'origine avec la lentille Fresnel fabriquée par Chance Brothers (en). L'éclairage a été converti à l'électricité en 1949. Le phare a été entièrement électrifié en 1965. Le phare a été entièrement automatisé en 1980 et est maintenant surveillé à partir du Centre de contrôle des opérations Trinity House à Harwich avec des visites régulières effectuées par un préposé.
Sous la salle de la lanterne se trouve un réservoir d'eau qui servait à stocker les eaux de pluie pour utilisation dans le logement du phare. Le phare est accessible par un chemin munie d'une main-courante. Le pont d'accès a été remplacé en 1963. Un signal de brouillard électrique a été installé en 1969, remplaçant le système précédent qui utilisait des charges explosives. Un héliport, à l'ouest du phare, permet une accessibilité facile par les techniciens de maintenance.
La station est aussi équipé d'un système VHF Omnidirectional Range de positionnement radioélectrique utilisé pour la navigation aérienne transatlantique.

### Lien connexe
- Liste des phares du Pays de Galles